# Villalbarba
Villalbarba es un municipio y localidad de España, en la provincia de Valladolid, comunidad autónoma de Castilla y León. Tiene una superficie de 21,98 km² con una población de 135 habitantes y una densidad de 6,005 hab/km².

## Historia
Resulta altamente probable que la primera ocupación y repoblación del territorio que dibuja la desembocadura del río Hornija —y de su afluente, el río Bajoz— en el fronterizo río Duero fuera acometida, en los albores del siglo X, por gentes cristianas, de origen visigótico-mozárabe, procedentes en su mayor parte de tierras ubicadas al sur del río Duero, que huían de la persecución y de la intransigencia islámica a fin de trasladarse en el norteño reino de León a la búsqueda de sus hermanos en la fe. Terminaron, de esta forma, por asentarse en una de las zonas más convulsas y peligrosas del entorno que por aquel entonces se hallaba inmersa en pleno avance territorial por estas tierras cercanas y ribereñas del gran río fronterizo mesetario.
Villalbarba fue jurisdicción de señorío, es decir, dependiente del conde de Villanueva del Cañedo en el siglo XVI y del Estado de Alcañices. En el siglo XVIII perteneció al partido judicial y la provincia de Toro. Existen referencias a la presencia de la existencia de un castillo y una torre de vigía —hoy reconvertida en iglesia— y también un rollo jurisdiccional de lo que hoy no queda absolutamente nada más que un característico entramado de calles bastante amplias y casas la mayoría todavía con ese sabor añejo característico, realizadas en adobe y ladrillo tosco.

### SigloXIX
Así se describe a Villalbarba en la página 166 del tomo XVI del Diccionario geográfico-estadístico-histórico de España y sus posesiones de Ultramar, obra impulsada por Pascual Madoz a mediados del siglo XIX:

VILLALBARBA

Villa con ayuntamiento en la provincia, audiencia territorial y capitanía general de Valladolid (7 leguas), partido judicial de Mota del Marqués (1/2), diócesis de Zamora (8).
Situada en una dilatada llanura, entre dos arroyos llamados Baxós y Griegos con buena ventilación y saludable clima.
Tiene 120 casas; la consistorial; un hospital para enfermos pobres a cargo de una hermandad con el título de La Asunción; escuela de instrucción primaria, de cuarta clase, con la dotación de reglamento; una iglesia parroquial (San Miguel Arcángel), servida por un cura y cuatro beneficiados.
Confina el término con los de La Mota, Pedrosa y Benafarces.
El terreno es llano y de buena calidad; le fertilizan los indicados arroyos y el Griegos, sobre el que hay un puente de piedra con tres arcos, acostumbra causar grandes daños con sus desbordaciones.
Caminos: los locales, en buen estado.
Correo: se recibe y despacha en la cabeza del partido.
Producciones: cereales, legumbres, uva, zumaque y buenos pastos con los que se mantienen las yuntas necesarias para la agricultura, única industria de los habitantes.
Población: 117 vecinos, 467 almas.

Capital productivo: 589.750 reales. Imponible: 58.975.

## Geografía humana

### Demografía
Cuenta con una población de 100 habitantes (INE 2024).
| Gráfica de evolución demográfica de Villalbarba entre 1842 y 2021                                                                                                |
| |
| Población de derecho según los censos de población del INE Población de hecho según los censos de población del INEEn este censo se denominaba Villarbarba: 1842 |

| 181                      | 175 | 166 | 156 | 132 | 102 |
| (Fuente: {{www.ine.es}}) |     |     |     |     |     |

## Monumentos
Iglesia de San Miguel Arcángel
A finales del siglo XV la localidad sufre dos grandes riadas que anegan casas y las calles de la localidad. Sin embargo, la población logra salvarse y no sufre ningún daño, gracias a que se refugian en el sitio más elevado de la población, en lo que el pasado fue una torre de vigía medieval. Tras este hecho sin precedentes, los habitantes de la localidad entendieron que tal suerte no fue una coincidencia y decidieron construir, contigua a la torre, una iglesia y consagrar su «suerte» a la fe que profesan, la católica. Por lo tanto, en 1504 construyeron la iglesia de San Miguel Arcángel.
Es de estilo gótico-mudéjar del siglo XVI, con sobrios muros de piedra y una espadaña adornada con motivos medievales que recuerdan a fachadas de castillo o alguna fortaleza. El resto está compuesto por tres naves que se cubren con modernas armaduras de madera, un crucero con bóveda de cañón con lunetos y yeserías. La capilla mayor con bóveda de lunetos y los brazos del crucero, con bóveda de arista.

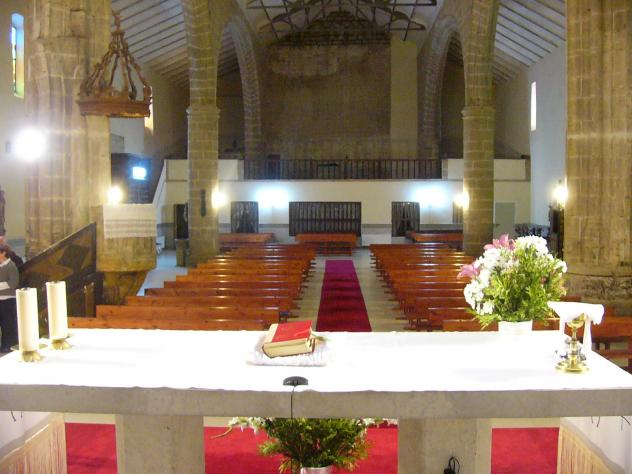
Ofertorio
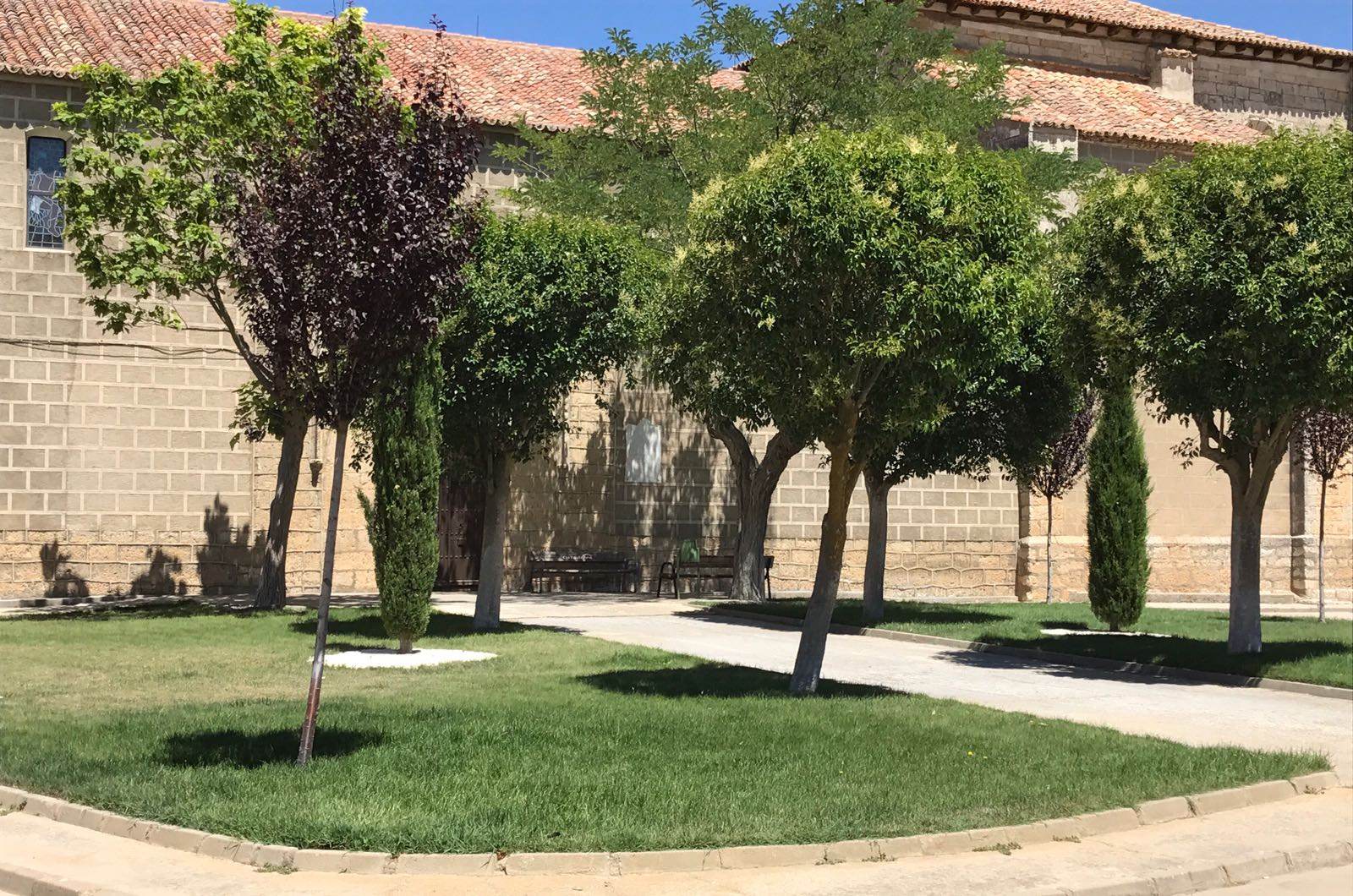
Plaza
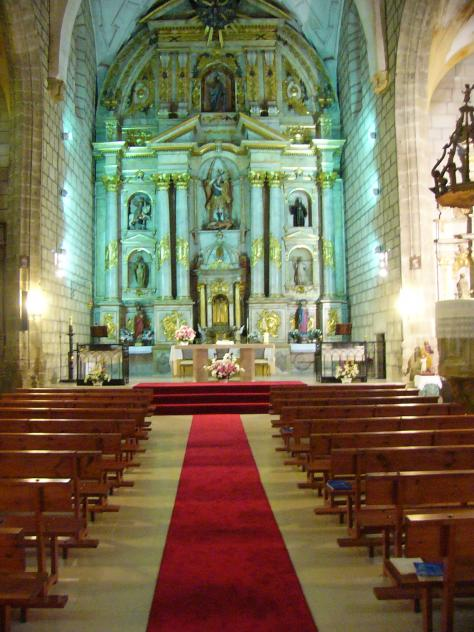
Retablo central
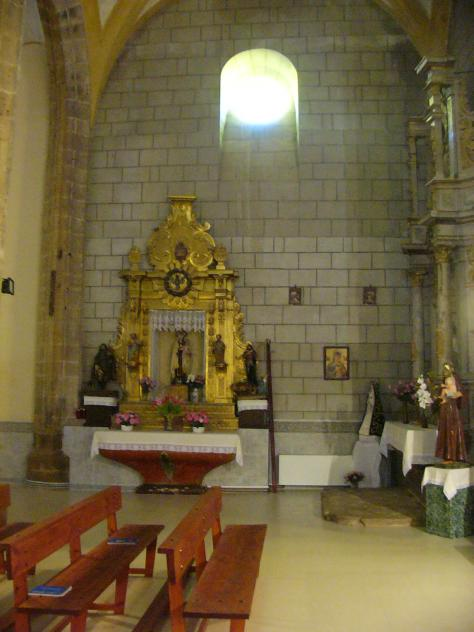
Retablo
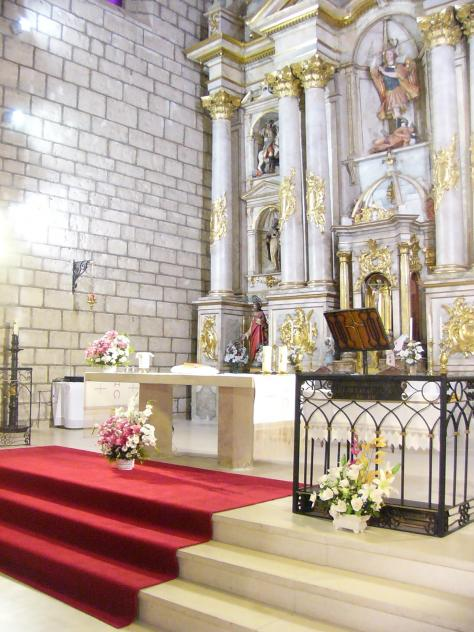
Altar

Caño de Villalbarba

## Fiestas

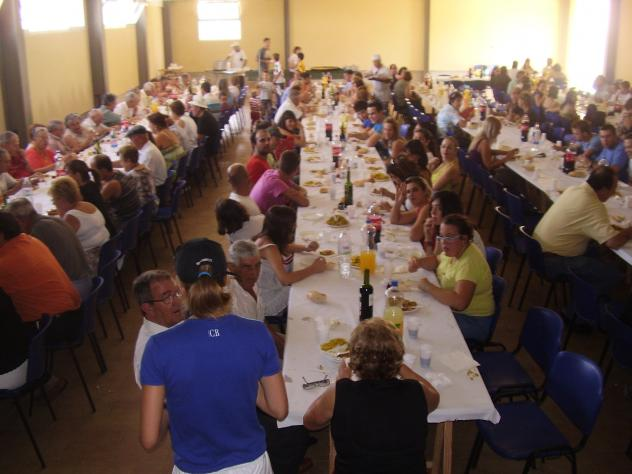
Paellada en Villalbarba

- El lunes siguiente al de Pentecostés se celebran las pascuas, como festejo tradicional.
- La segunda semana de agosto se celebra la Semana Cultural del Trapero.
- La fiesta patronal se celebra el día 14 de septiembre en honor del Santo Cristo del Socorro.